# Прапор Петропавлівки (Щастинський район)
Пра́пор Петропавлівки — офіційний символ смт. Петропавлівки Станично-Луганського району Луганської області. Герб Новопскова було затверджено рішенням селищної ради.

## Опис
Квадратне полотнище, верхня і нижня смуги — зеленого кольору. З кутів від древка до центру прапора відходить червоний клин. Між клином і смугами йде білий вилоподібний хрест. Ширина рамен хреста дорівнює 1:7 сторони прапора. У червоному клині жовте зображення листя караяча.